# Yves Farge

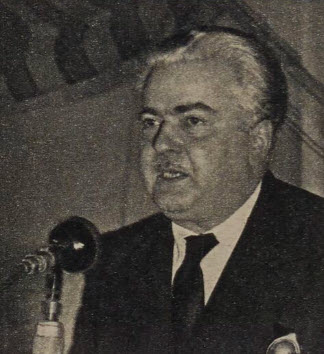
Yves Farge

Yves Farge (19 augustus 1899, Salon-de-Provence, Bouches-du-Rhône − 31 maart 1953, Tbilisi in de toenmalige Sovjet-Unie) was een Frans journalist, verzetsstrijder en politicus.

## Biografie
Yves Farge werkte als journalist voor de Progrès de Lyon. Zijn collega, Georges Altman, bracht hem tijdens de Duitse bezetting in contact met een Franse verzetsbeweging die zich "Franc-tireur", (Nederlands: "vrije schutter") noemde. In 1942 ontmoette Farge de leider van het verzet Jean Moulin. Farge werd belast met de militaire organisatie van de verzetsstrijders, de maquis, in het massif du Vercors. Hij was ook een lid van de état-major of staf van generaal Charles Delestraint. Na de arrestatie van deze twee prominente verzetsstrijders werd ook Farge gezocht door de Gestapo en hij vertrok naar Parijs, waar hij deel uitmaakte van het Comité d'action contre la déportation, een verzetsgroep die onder andere Joden van deportatie naar het Oosten wilde redden.
Generaal Charles de Gaulle benoemde Farge tot zijn commissaire de la République voor de departementen van la région rhodanienne, het Rhônegebied. Farge wist 800 gijzelaars die in de Montlucgevangenis in Lyon door de Duitsers zouden worden doodgeschoten te redden.
Farge was politiek links georiënteerd maar was geen lid van een politieke partij. Hij diende van 8 januari tot 16 december 1946 als minister van bevoorrading in de voorlopige regering van Premier Georges Bidault. In die periode kostte het de Franse regering veel moeite om aan de behoefte aan voedsel tegemoet te komen. Er was veel zwarte handel en hij veroordeelde het smokkelen van wijn. Tijdens zijn ambtsperiode werd hard opgetreden tegen de handelaren op de zwarte markt.
Farge stond politiek dicht bij De Franse communisten. Hij nam in 1947 deel aan de oprichting van de Mouvement de la Paix, deel van de sterk door communisten en hun medestanders beïnvloedde vredesbeweging, waarvan hij tot zijn dood in 1953 de eerste voorzitter werd. Hij was ook lid van de Wereldraad voor de Vrede. Yves Farge stierf aan de gevolgen van een auto-ongeluk in Georgië. De Sovjet-Unie kende hem in 1953 postuum de Stalin Vredesprijs toe.
Farge droeg een hoge Franse onderscheiding, hij was een Compagnon de la Libération.